# Valfornace
Valfornace ist eine italienische Gemeinde (comune) in der Provinz Macerata in der Region Marken. Sie hat 893 Einwohner (Stand 31. Dezember 2023).
Die Nachbargemeinden sind Caldarola, Camerino, Cessapalombo, Fiastra, Muccia, Pieve Torina und Visso.

## Geschichte
Die Gemeinde entstand zum 1. Januar 2017 durch den Zusammenschluss der vorher eigenständigen Gemeinden Fiordimonte und Pievebovigliana.

## Verkehr
Entlang des Chienti führt die Strada Statale 77 della Val di Chienti von Foligno nach Civitanova Marche.